# Evolved Expendable Launch Vehicle

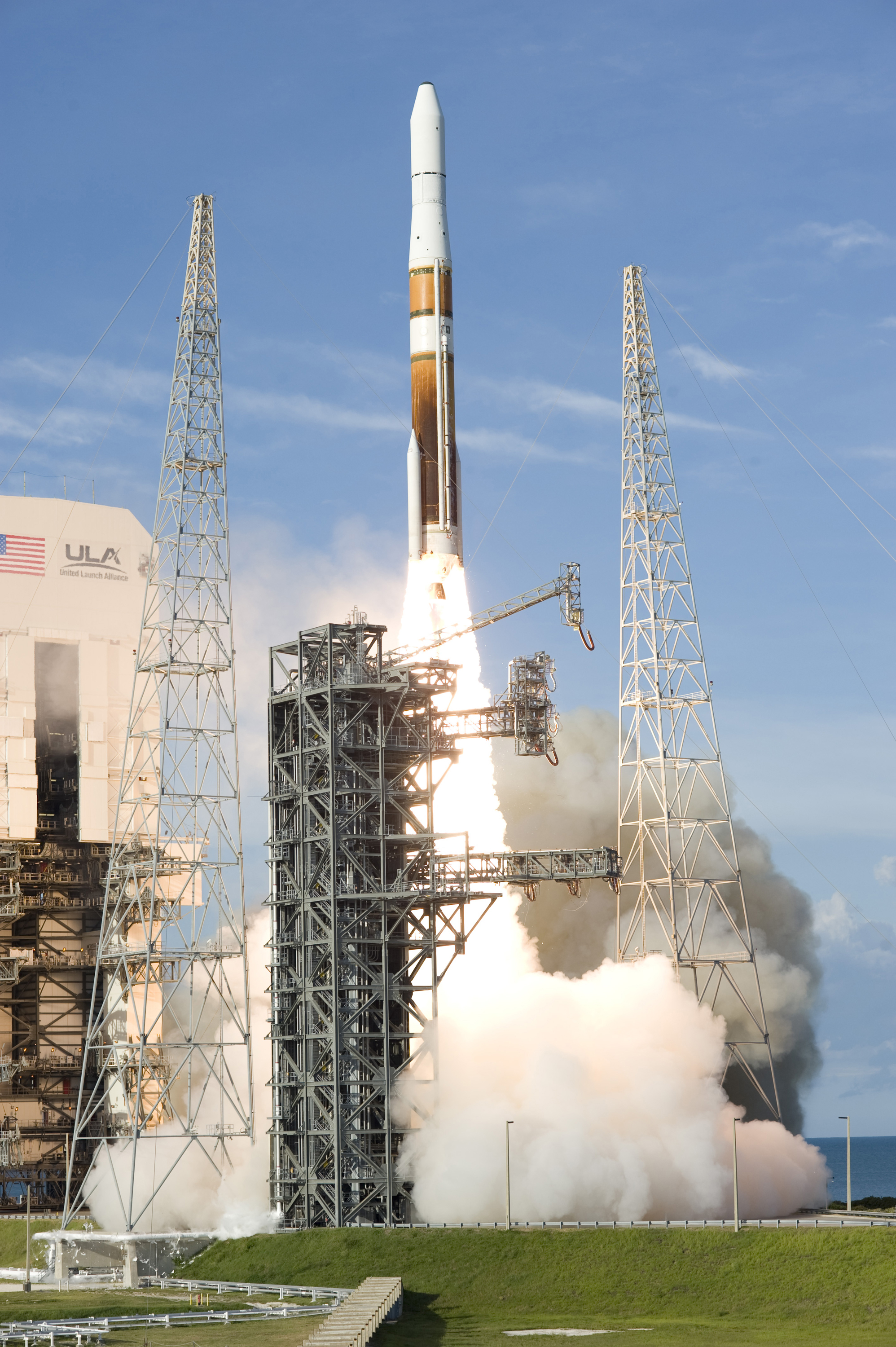
El sistema de llançament Delta IV en ús actiu al SLC-37. Són fàcilment visibles molts elements del sistema, incloent-hi el vehicle i les estructures de servei mòbils i fixes. La plataforma en si queda amagada pel plomall de gasos d'escapament.

L'Evolved Expendable Launch Vehicle (EELV) és un programa de sistemes de llançament d'un sol ús de les Forces Aèries dels Estats Units (USAF), desenvolupat amb l'objectiu d'assegurar l'accés a l'espai per al Departament de Defensa i altres càrregues del govern dels Estats Units. El programa, que començà a la dècada del 1990 amb l'objectiu de fer més assequibles i fiables els llançaments espacials del govern donà com a resultat el desenvolupament de dos sistemes de llançament, el Delta IV i l'Atlas V.